# Amt Buchholz
Das Amt Buchholz war ein königlich-preußisches Fideikommissamt, das zur Herrschaft Königs Wusterhausen gehörte. Die Herrschaft Königs Wusterhausen war direkter Besitz des preußischen Königs bzw. der königlichen Familie, kein Staatsbesitz. 1717 wurde das Amt Buchholz  mit dem Erwerb des Fleckens Wendisch-Buchholz (heute Stadt Märkisch Buchholz) bzw. der Herrschaft Buchholz von Carl Albrecht Schenk von Landsberg durch den König in Preußen Friedrich Wilhelm I. geschaffen. Das frühere Amtsgebiet gehört heute zur Stadt Märkisch Buchholz, und zu den Gemeinden Groß Köris, Halbe und Rietzneuendorf-Staakow (Landkreis Dahme-Spreewald, Brandenburg). Anfang des 19. Jahrhunderts wurden die Ämter Münchehof und Teupitz, etwas später auch das Amt Krausnick an das Amt Buchholz angeschlossen. Das Amt Buchholz wurde 1872/74 nicht aufgelöst wie die landesherrlichen Ämter, sondern zunächst als Rentamt ohne hoheitliche Aufgaben weiter geführt. Es ist bis nach 1905 nachgewiesen.

## Geschichte
(Märkisch) Buchholz (bis 1937 Wendisch Buchholz, bzw. spätmittelalterlich/frühneuzeitlich nur Buchholz) gehörte bis etwa 1422 zum Hausbesitz der Herrschaft Storkow. 1422 belehnte Hans von Biberstein den Knappen Hans von Langen mit Buchholz. Nach 1494 folgten die von Schlieben. 1539 wurde Buchholz von den Schenken von Landsberg erworben, die daraus eine kleine Herrschaft bildeten. 1717 gehörten zur Herrschaft Buchholz des Carl Albrecht Schenk von Landsberg die Stadt Buchholz mit dem dortigen Vorwerk, die Vorwerke in Halbe und in Hammer sowie die Dörfer Halbe und Klein Köris. Am 18. Dezember 1717 kaufte König Friedrich I. die kleine Herrschaft für 45.000 Taler von Karl Albrecht Schenk von Landsberg und bildete daraus das Amt Buchholz. 1718 wurden dem neuen Amt Staakow und Teurow angegliedert.

## Zugehörige Gemeinden und Siedlungen um 1800
Nach Bratring und dem Ortschafts=Verzeichniß des Regierung=Bezirks Potsdam nach der neuesten Kreiseintheilung vom Jahre 1817 gehörten zum Amt Buchholz folgende Orte und Siedlungen:
- Märkisch Buchholz (1805: Buchholz, Amtssitzvorwerk, nebst 1 Einlieger, 2 Töpfern und einer Wassermühle). Flecken und Vorwerk wurden am 18. Dezember 1717 von Carl Albrecht Schenk von Landsberg gekauft,
- Freidorf (1805: Kolonie und Meierei, zu Teurow gehörig). Die Meierei, auch Koberey genannt wurde am 15. Februar 1719 dem Gottfried Kober für 550 Taler  abgekauft.
- Halbe (1805: Dorf). Halbe wurde 1717 zusammen mit Buchholz gekauft.
- Hammelstall, Schäferei zu Buchholz gehörig
- Hammer (1805: Forsthaus mit Schäferei) (1817: Forsthaus). Hammer wurde 1717 zusammen mit Buchholz gekauft.
- Neubrück (1805: Forsthaus und Krug). Wurde 1717 zusammen mit der Herrschaft Teupitz von König Friedrich I. angekauft. Gehörte zuerst zum Amt Teupitz, zu einem späteren Zeitpunkt (sicher ab 1817) zum Amt Buchholz transferiert.
- Semmelei (1805: Forsthaus, nebst 2 Einliegern und einem Teerorfen). Wurde um/vor 1774 auf Amtsgebiet angelegt.
- Staakow (1805: Kolonie und Vorwerk).Wurde am 4. Oktober 1718 von Siegfried Wilhelm von Stutterheim erworben. Wurde schon am 8. Mai 1750 einem Pächter NN Landtag in Erbpacht gegeben.[8] 1817: Amtmann Paschke
- Staakmühle (1805: Wassermühle). Wie Staakow.
- Teurow (1805: Kolonie und Vorwerk, 8 Büdner, 3 Einlieger, Wassermühle). Wurde am 1. Oktober 1718 gekauft von Amtmann Joachim Zübke/Zubke.[9]

1817 hatte das Amt Buchholz 633 Einwohner. Die drei Ämter Buchholz, Münchehofe und Teupitz wurden noch separat aufgeführt. 1818, 1821 und 1824 wurden die drei Ämter aber bereits von einem Amtmann verwaltet, wurden aber weiterhin als getrennte Ämter behandelt. Buchholz war noch Pachtamt, die zwei anderen Ämter waren nur noch Rentämter. Ab 1828 werden die beiden Ämter Münchehofe und Teupitz im Handbuch über den königlich preussischen Hof und Staat für das Jahr nicht mehr getrennt aufgeführt. Nach Berghaus wurden die Ämter Münchehofe und Teupitz 1824 mit dem Amt Buchholz vereinigt.

## Das Amt Buchholz ab 1841
Nach der Topographisch-statistische(n) Übersicht des Regierungs-Bezirks Potsdam und der Stadt Berlin von 1841 hatte das Amt Buchholz 1840 folgende Orte unter seiner Verwaltung:
- Birkholz (Gut und Dorf)
- Egsdorf (Dorf)
- Buschmeierei (Meierei zu Löpten gehörig)
- Freidorf (Kolonie)
- Groß Eichholz (Dorf und Vorwerk)
- Groß Köris (Dorf)
- Halbe (Dorf)
- Hammer (Ober-Försterei)
- Hermsdorf (Dorf, Rittergut, Wassermühle und Teerofen)
- Hohe Mühle (Wassermühle)
- Klein Hammer (früher Hammelstall, Schäferei und Tagelöhner-Etablissement)
- Klein Köris (Dorf)
- Kleine Mühle (Wassermühle)
- Löpten (Vorwerk und Kolonie)
- Märkisch Buchholz, (Amtsvorwerk, Kolonie und Wassermühle)
- Mittelmühle (Wassermühle zu Neuendorf gehörig)
- Münchehofe (Rittergut, Dorf und Schäferei)
- Neubrück (Forsthaus und Krug)
- Neuendorf (Dorf)
- Rankenheim (Torfgräberei), 1862 auf Amtsgebiet aufgebaut
- Replinchen (Meierei zu Löpten gehörig)
- Schwerin (Dorf)
- Semmelei (Semmeley, Forsthaus und Erbpachtgut)
- Sputendorf (Dorf und Vorwerk)
- Staakow (Vorwerk und Kolonie)
- Staakmühle (Wassermühle)
- Teupitz (Vorwerk)
- Teurow (Vorwerk und Kolonie)
- Tornow (Dorf)
- Tornow (Schäferei zu Teupitz)
- Ziegelscheune (Ziegelmeierei) (Etablissement, zu Münchehofe gehörig; existiert nicht mehr, lag südöstlich des Ortskerns von Münchehofe. In den Restlöchern der Tongrube haben sich zwei sehr kleine Teiche gebildet)

Im bei Berghaus aufgeführten Dahlewitz hatte das Amt Buchholz lediglich einige Geldrenten. Ab 1848 wurde auch das Amt Krausnick zusammen mit dem Amt Buchholz verwaltet und de facto aufgelöst. Das Amt Buchholz wurde 1872/74 nicht aufgelöst wie die landesherrlichen Ämter, sondern als Rentamt ohne hoheitliche Aufgaben weiter geführt. Bereits 1863 war das Pachtamt Buchholz (oder die Domäne in Märkisch Buchholz) aufgelöst und in Parzellen verpachtet worden. Das Rentamt Buchholz existiert bis nachweislich 1905.

## Amtmänner
- 1817 Amtmann Paschke[7]
- 1818, 1839 Zierenberg, Amtsrat, er verwaltete auch die Ämter Münchehofe und Teupitz mit.[13][14]
- 1848 Nobiling, Beamter[15]
- 1851 Rentamt Buchholz, Krausnick, Münchehofe und Teupitz: Cusig[16]
- 1859 Cusig, Rentmeister zu Buchholz[17]
- 1861 bis 1872 Fischer, Rentmeister zu Buchholz (für Buchholz, Münchehofe, Krausnick und Teupitz)[18][19][20]
- 1905 Fischer[1]